# Милан Недков
Милан Недков (на македонска литературна норма: Милан Недков) е виден юрист от Република Македония, председател на Конституционния съд на Република Македония от 1997 до 2000 година.

## Биография
Роден е в 1931 година в град Кавадарци, тогава в Кралство Югославия. В 1957 година завършва Юридическия факултет на Скопския университет. Работи в Министерството на вътрешните работи и в Секретариата на Изпълнителния съвет за законодателство. Специализира в Института за обществени науки в Белград. В 1960 година е избран за асистент в Юридическия факултет в Скопие. В 1965 година защитава докторат по право. В 1974 година е избран за редовен професор в Юридическия факултет и преподава наука за управлението и търговско статусно право. Дълги години е раководител на Отделението за политологични изследвания на Института за социологически и политико-правни изследвания в Скопие, като четири години е директор на Института. Дълги години е главен и отговорен редактор на списанието за теоретични въпроси „Погледи“. Автор е на много студии, учебници, статии и есета.
От 1994 до 2003 година е съдия в Конституционния съд на Република Македония, а от 1997 до 2000 година е и негов председател.
Умира на 18 април 2018 година.